# 尼羅河雙背鰭鱨
尼羅河雙背鰭鱨，為輻鰭魚綱鯰形目倒立鯰科的其中一種，為熱帶淡水魚，分布於非洲尼羅河及尼日河流域，體長可達6.5公分，棲息在底中層水域，生活習性不明。